# 劉盛烈
劉盛烈（1912年12月19日—2016年7月4日），台灣化學家，專長有機化學，生於臺北南港。先祖係新店大坪林地區拓墾歷史悠久的劉氏家族，其父移居南港。
台南高等工業學校化學科、台北帝國大學理農學部化學科畢業。

## 生平
日本帝國向盟軍投降後，面臨為國民政府接收的台北帝國大學在廢校前最後一次授予博士學位，是台灣人台北帝國大學理學士得到同校理學博士學位史上僅有的一位。
1945年12月，國府行政院核定國立臺灣大學成立，派羅宗洛代理校長，羅代理校長聘劉盛烈博士為理學院化學系副教授。
劉盛烈是國立臺灣大學理學院化學系第一位漢人副教授，也是第一位台灣本土培養的理學博士（潘貫教授是仙台東北帝國大學理學博士），培養戰後眾多化學家。
理學院其他漢人師資還有院長兼數學系主任蘇步青教授，地質學系主任兼海洋研究所所長馬廷英教授，總務長兼動物學系主任陳兼善，都不是化學專業，化學專業副教授以上師資只有本土的潘貫教授和劉盛烈副教授二位。
劉教授曾到美國耶魯大學研究2年，後以正教授職稱退休，為國立臺灣大學理學院化學系名譽教授，有口述回憶錄《劉盛烈回憶錄:我與台大七十年》問世。

## 文獻
1. ↑    1. 羅宗洛. 《接收臺北帝國大學報告書·新聘本省籍之教職員名表》載新聘台灣人教員4位：教授潘貫、副教授劉盛烈、講師陳發育、助教陳英茂。：日本.
2. ↑    1. 林秀美. 〈帝大理農工學部簡介暨帝大之移交〉載理學院留用日本教員25位。：日本.

## 外部連結
- 科學類-劉盛烈先生  宜蘭縣慧燈中學 （页面存档备份，存于）
- 台灣首位理學博士 劉盛烈與民國同壽